# Grygorek
Grygorek – przepływowe jezioro rynnowe w Polsce położone w województwie pomorskim, w powiecie starogardzkim, w gminie Starogard Gdański na Pojezierzu Starogardzkim, pomiędzy Miradowem a Radziejewem.
Ogólna powierzchnia: 11,6 ha